# Taponnat-Fleurignac
Taponnat-Fleurignac is een gemeente in het Franse departement Charente (regio Nouvelle-Aquitaine). De plaats maakt deel uit van het arrondissement Angoulême. Taponnat-Fleurignac telde op 1 januari 2022 1.530 inwoners.

## Geografie
De oppervlakte van Taponnat-Fleurignac bedroeg op 1 januari 2022 21,49 vierkante kilometer; de bevolkingsdichtheid was toen 71,2 inwoners per km².
De onderstaande kaart toont de ligging van Taponnat-Fleurignac met de belangrijkste infrastructuur en aangrenzende gemeenten.

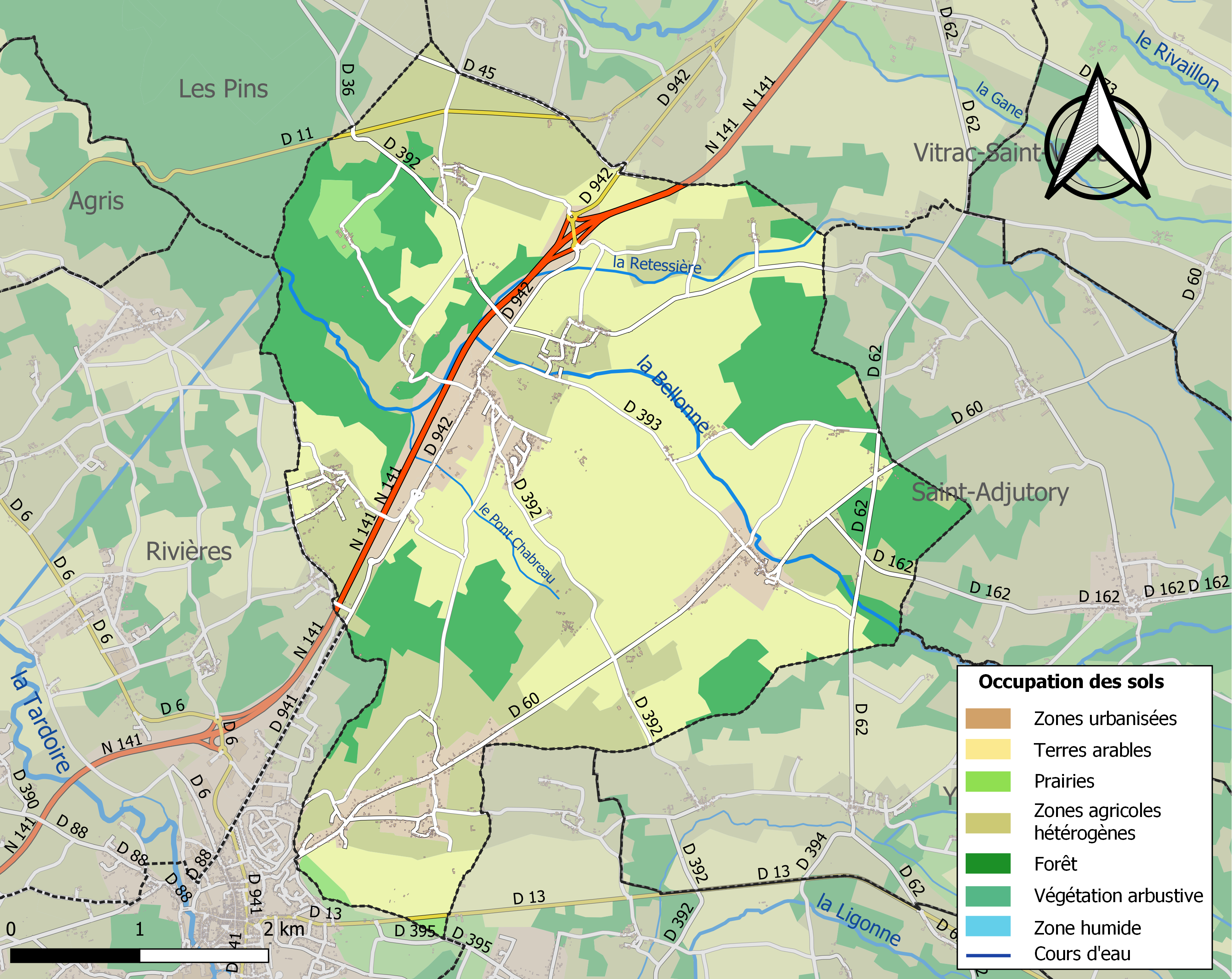

## Demografie
Onderstaande figuur toont het verloop van het inwonertal (bron: INSEE-tellingen).